# Bill Handel
William Wolf Handel (Brasil, 25 de agosto de 1951), mais conhecido como Bill Handel, é um radialista brasileiro naturalizado norte-americano. Ele atua na AM em Los Angeles, Califórnia e é diretor e fundador da Center for Surrogate Parenting.